# Liste der Bodendenkmale in Pessin
Die Liste der Bodendenkmale in Pessin enthält alle Bodendenkmale der brandenburgischen Gemeinde Pessin auf der Grundlage der Landesdenkmalliste vom 31. Dezember 2020.
Die Baudenkmale sind in der Liste der Baudenkmale in Pessin aufgeführt.
| Gemarkung     | Flur | Kurzansprache | Bodendenkmalnummer | Bemerkung | Bild |
| ------------- | ---- | --- | ------------------ | --------- | ---- |
| Pessin (Lage) | 6, 9 | Dorfkern Neuzeit, Dorfkern deutsches Mittelalter                                                                   | 50059              |           |      |
| Pessin (Lage) | 6    | Einzelfund Neolithikum, Siedlung römische Kaiserzeit, Ofen slawisches Mittelalter, Siedlung slawisches Mittelalter | 50083              |           |      |
| Pessin (Lage) | 6    | Siedlung slawisches Mittelalter                                                                                    | 50089              |           |      |
| Pessin (Lage) | 6    | Siedlung slawisches Mittelalter, Siedlung Urgeschichte                                                             | 50092              |           |      |